# 藤原聖子
藤原 聖子（ふじわら の せいし/きよこ、1122年〈保安3年〉- 1182年1月10日〈養和元年12月4日〉）は、第75代天皇・崇徳天皇の皇后（中宮）。近衛天皇の養母。女院。院号は皇嘉門院（こうかもんいん）。
摂政関白太政大臣・藤原忠通の長女、母は北政所従一位・藤原宗子（権大納言・藤原宗通の娘）。忠通の嫡妻腹の子女は彼女一人である。

## 生涯
大治4年（1129年）、崇徳天皇に入内して女御となり、同5年（1130年）に中宮に冊立。時に父忠通は摂政で、在任中の摂関の女の入内は、後冷泉天皇の皇后・寛子以来、八十年ぶりのことであり、忠通は聖子の入内に摂関家再興の望みを託した。しかし、父の希望に反して、聖子は一人の子女も生まなかった。その代わり、鳥羽法皇の皇子・體仁親王（後の近衛天皇）の准母となり、體仁親王が即位した永治元年（1141年）皇太后となった。久安6年（1150年）院号宣下を受け、皇嘉門院と号した。
保元元年（1156年）の保元の乱には父・忠通と夫・崇徳上皇が敵に分かれて戦い、敗れた崇徳上皇は讃岐国へ配流された。板挟さみとなった聖子は同年出家し、清浄恵（せいじょうえ）と号した。長寛元年（1163年）、髪をすべて剃る再出家をし、蓮覚（れんがく）と号した。
父の没後は猶子としていた異母弟の九条兼実の後見を受けた。また治承4年（1180年）に兼実の嫡男・良通を猶子として、忠通伝来の最勝金剛院領などを相続させた。これが後世における九条家家領の源流になったといわれる。

## 夫婦関係
崇徳院は女房兵衛佐局を深く寵愛し、聖子とは疎遠であったという説があるが、これは的確でない。崇徳天皇の在位中、聖子は常に天皇と同殿しており、譲位後も、しばしば上皇が聖子の御所へ御幸、もしくは聖子が上皇御所へ行啓している。ただし、保延6年（1140年）9月2日、兵衛佐局が崇徳の第一皇子（重仁親王）を産むと、聖子とその父である関白・忠通は不快感を抱いたという（『今鏡』第八、腹々の御子）。
保元の乱の後、崇徳院が讃岐国へ配流になった際に兵衛佐局が同行したのに対し、皇嘉門院が同行せずに都に留まったのは、立場の相違に由来するものであって、寵愛の程度によるものではない。たとえば、後世の後鳥羽上皇の配流に際しても、随行したのはそれほど身分が高くない女房で、院の寵愛篤い修明門院はお供していない。貴人の配流に際し、身の回りの世話をするために、近侍していた人々がお供をした。皇嘉門院のように、只今の女院、かつて天皇の正妃・母后として中宮・皇太后の尊位にあった女性は、上皇とほぼ同等の身位にあり、上皇に随侍する立場にない。女院は、同行しないというより、通例では同行できないのである。
父・忠通は摂関家の体面を粉々に潰した保元の乱において、辛うじて勝者となっている。忠通の後ろ盾によって、保元の乱以後も皇嘉門院は朝廷で尊重された。

## 略歴
日付は旧暦。

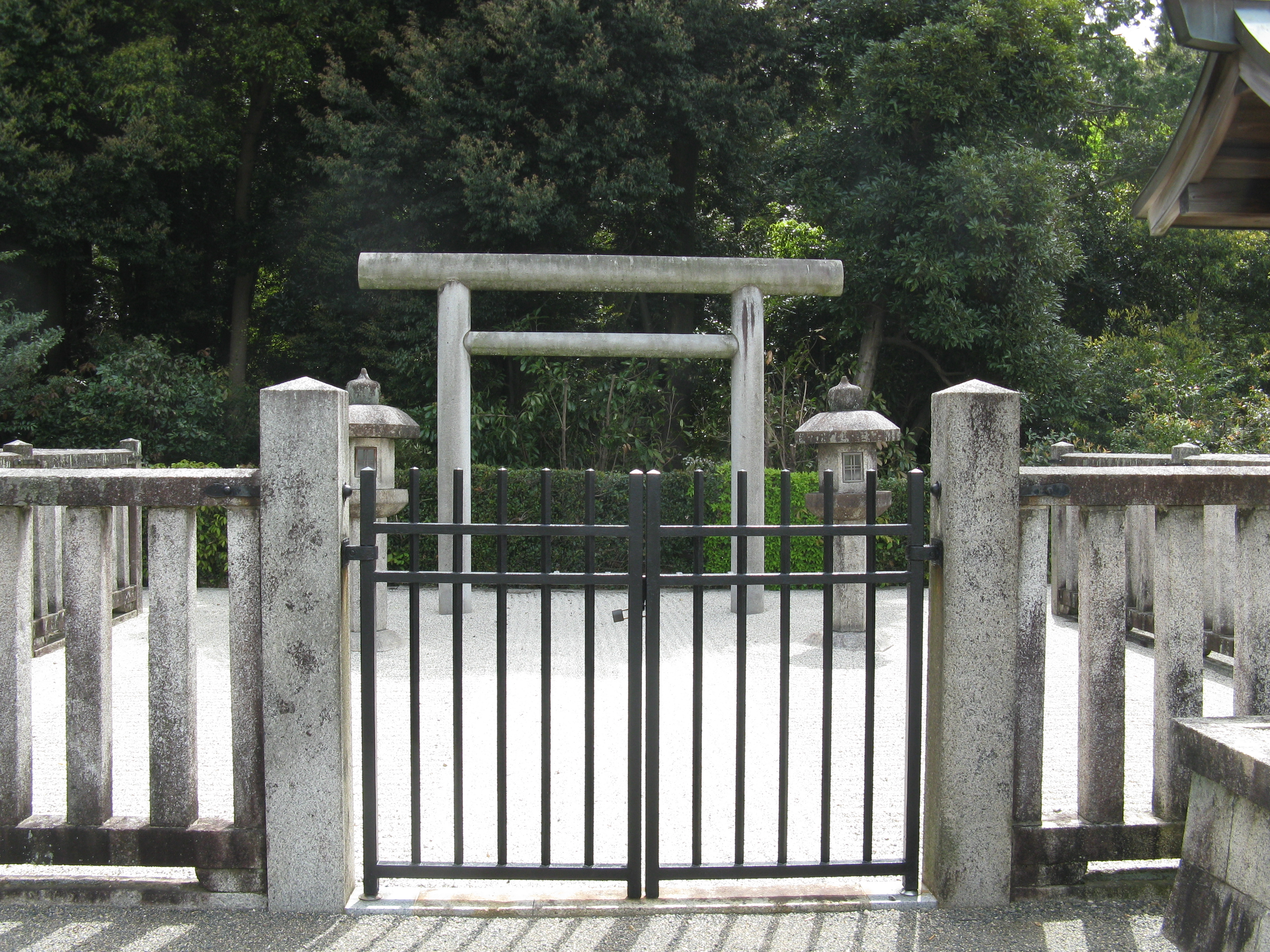
月輪南陵

- 保安3年（1122年）：生誕（父は関白藤原忠通・母は北政所宗子）
- 大治3年（1128年）11月9日：入内に先立ち従三位に叙階
- 大治4年（1129年）
  - 1月16日：崇徳天皇に入内
  - 1月16日：女御宣下
- 大治5年（1130年）2月21日：中宮冊立
- 永治元年（1141年）12月27日：皇太后
- 久安6年（1150年）2月27日：院号宣下。皇嘉門院と号す
- 久寿2年（1155年）8月14日：母・宗子没
- 保元元年（1156年）
  - 7月10日：保元の乱
  - 7月23日：崇徳院、讃岐国へ遷幸
  - 10月1日：出家・削髪
- 長寛元年（1163年）12月26日：再出家・剃髪
- 長寛2年（1164年）
  - 2月19日：父・忠通薨去
  - 8月26日：崇徳院、讃岐で崩御
- 仁安2年（1167年）5月23日：封戸を辞退
- 安元3年（1177年）7月29日：崇徳院の諡号を奉る（それ以前は讃岐院）
- 養和元年（1181年）12月4日：崩御